# Schronisko im. Ludwika Zejsznera
Schronisko im. Ludwika Zejsznera – nieistniejące schronisko turystyczne w Dolinie Pięciu Stawów Polskich w Tatrach Wysokich. Znajdowało się nad północnym brzegiem Małego Stawu.

## Historia
W ostatnich latach XIX wieku niewygodny i wymagający ciągłych napraw granitowy schron Towarzystwa Tatrzańskiego przestał być wystarczający jak na potrzeby rosnącego ruchu turystycznego w Tatrach. Dlatego też w 1897 roku władze Towarzystwa postanowiły o budowie nowego, zagospodarowanego obiektu. Materiał do budowy w znacznej mierze pochodził ze zlikwidowanej altany na Czerwonych Brzeżkach w pobliżu Rusinowej Polany. Budowlę tę postawiono zaledwie dekadę wcześniej, jednak położenie przy mało uczęszczanym szlaku spowodowało, że najpierw w 1891 została ona przeniesiona w pobliże drogi z Łysej Polany do schroniska w Roztoce, a w październiku 1897 rozebrana. Transport desek ponad próg skalny Doliny Pięciu Stawów pociągnął jednak za sobą znaczne koszty, które były porównywalne z kosztem budowy starego schronu z miejscowego materiału.
Na ceglanej podstawie wzniesiono wówczas jednoizbowy drewniany budynek z drzwiami i oknami oraz – od strony jeziora – werandą na kamiennej podmurówce. W izbie o wymiarach 5 × 4 m ustawiono cztery prycze, piec, stół i ławki. Obiekt, któremu podobnie jak wcześniejszemu schronowi nadano imię polskiego geologa Ludwika Zejsznera, został otwarty w lipcu 1898 roku. Bardzo szybko okazało się, że schronisko nie jest w stanie obsłużyć wszystkich chętnych, dlatego też już w 1899 roku dobudowano drugą podobnych rozmiarów izbę i o połowę mniejszą oddzielną kuchnię. Dzięki czterem nowym łóżkom liczbę miejsc noclegowych zwiększono do ośmiu. Ta część rozbudowy zakończyła się w czerwcu 1900 roku, a najpóźniej w roku kolejnym schronisko powiększono o boczną werandę od strony zachodniej. Także w kolejnych latach Towarzystwo Tatrzańskie czyniło dalsze inwestycje, naprawiając m.in. podłogi, dach, okna i drzwi. Sukcesywnie uzupełniano także inwentarz taki jak dzbanki, miednice, umywalnie.
W pierwszej dekadzie XX wieku schronisko było otwarte niemal wyłącznie latem, nie licząc pojedynczych grup pierwszych narciarzy. Na przełomie 1910 i 1911 roku nieznani sprawcy zdewastowali budynek i zniszczyli jego wyposażenie. Zburzono wówczas piec i spalono sprzęty takie jak stoły i ławy. Jednocześnie uszkodzeniu uległa konstrukcja drewnianego obiektu, który częściowo zgnił i z tego powodu przechylił się. Gruntowny remont wiosną 1911 roku został przeprowadzony przez Sekcję Narciarską TT sprawującą opiekę nad schroniskiem od roku 1907. Postanowiono wówczas przystosować budynek do warunków zimowych – we wnętrzu urządzono jedną izbę, w której nocować mogło sześć osób, w pozostałej zaś części zgromadzono zapas opału. Okiennice obito grubą blachą cynkową, zainstalowano też żelazne sztaby.
W czasie I wojny światowej stojące na uboczu schronisko wielokrotnie było demolowane przez grupy włóczących się po górach dezerterów i maruderów (już pierwszej zimy kilkakrotnie). Jesienią 1916 roku mniejsze sprzęty wyniesiono do schroniska w Roztoce, pozostałe zaś zniesiono do jednej izby zamykanej na klucz, który można było pobrać w Zakopanem w Dworcu Tatrzańskim. Po zakończeniu działań wojennych budynek był w stanie nadającym się do rozbiórki, jednak Towarzystwo Tatrzańskie przy znacznej pomocy Kompanii Wysokogórskiej kpt. Władysława Ziętkiewicza w latach 1919–1920 ponownie doprowadziła go do użytku. Odbudowane  niemalże od podstaw schronisko na wzór alpejski zabezpieczono przed silnym wiatrem poprzez przymocowanie jego narożników do podłoża metalowymi linami, co było nowością na ziemiach polskich.
W późniejszym okresie największe zmiany zaszły w roku 1923, kiedy to zwiększono liczbę dostępnych miejsc noclegowych wstawiając do wnętrza tapczany. W tym samym roku zreorganizowane Polskie Towarzystwo Tatrzańskie postanowiło o budowie znacznie większego, nowoczesnego schroniska według projektu Karola Stryjeńskiego, w związku z czym samym stare stopniowo traciło na znaczeniu. Wobec przeciągającej się budowy obiekt służył głównie budowniczym nowego schroniska. Ostatecznie drewnianą chatę im. Ludwika Zejsznera rozebrano całkowicie w 1931 roku.
W czasie jego 34-letniej historii w schronisku gospodarzyli kolejno Jędrzej Nowobilski, Witold Krzysztofowicz, Wojciech Budz, Albin Bauer, Justyna Barczykowa, Maria Budzowa oraz jej córka Wiktoria Bigosowa z mężem Józefem

## Galeria

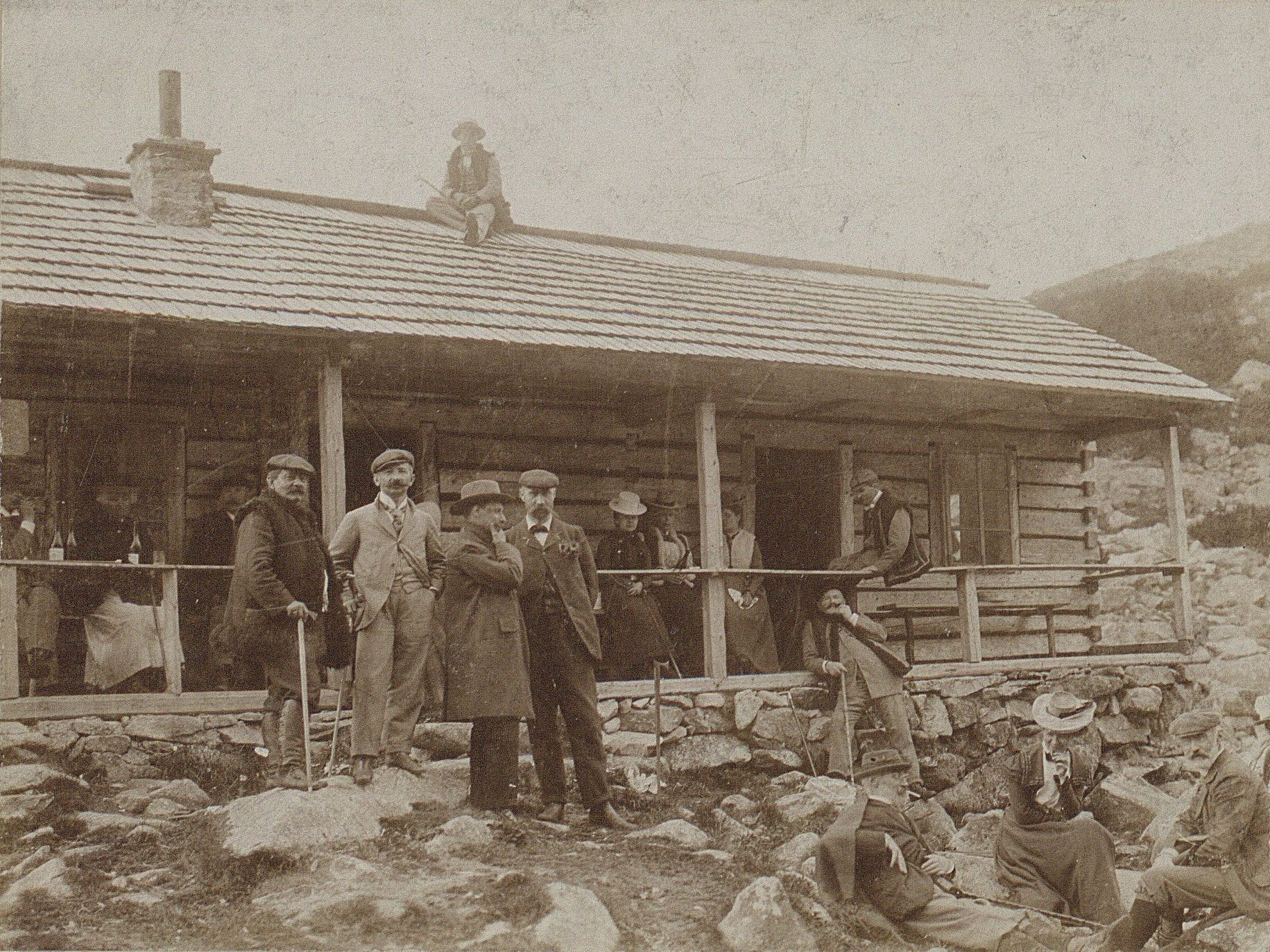
Schronisko w 1899
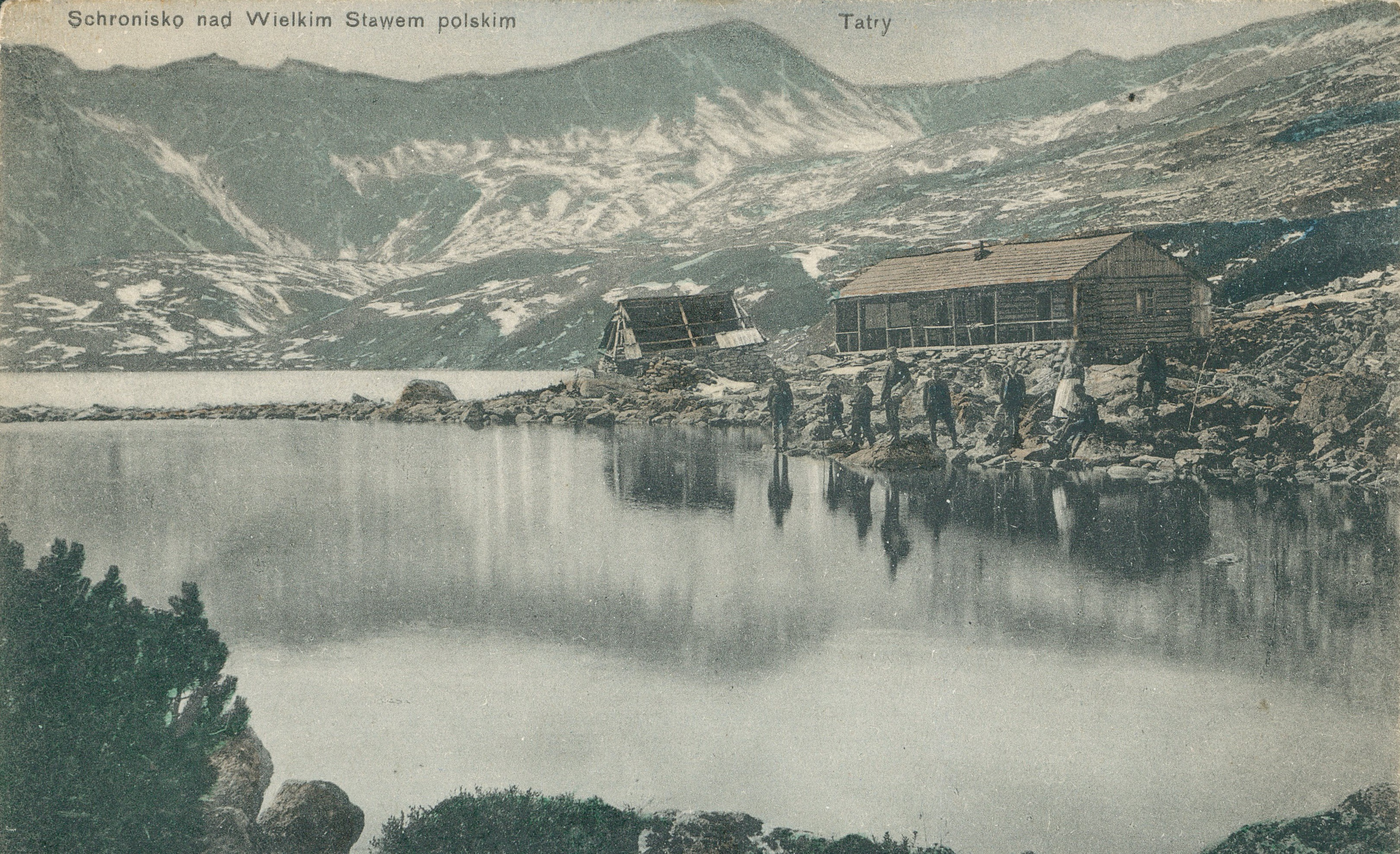
Kamienny schron TT (w środku) oraz drewniane schronisko (po prawej). Widokówka z 1908
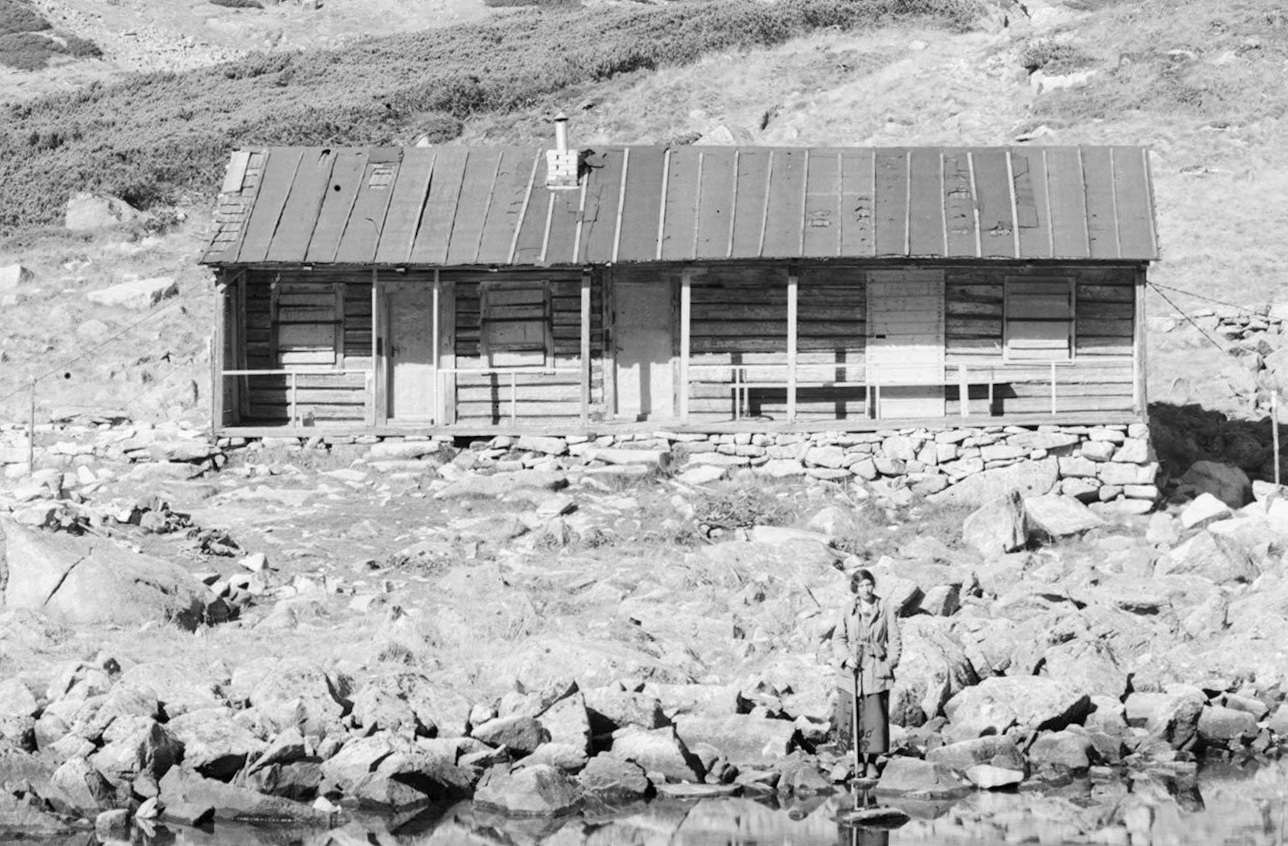
Schronisko w jego ostatecznym kształcie